# Lucio Mammio Pollione
Lucio Mammio Pollione (in latino: Lucius Mammius Pollio; Herculaneum, 7 circa – dopo il 49) è stato un magistrato e senatore romano, console dell'Impero romano.

## Biografia
Pollione apparteneva alla gens Mammia, ricca famiglia originaria della città di Herculaneum, di cui sono attestati due tribuni militari equestri di età augustea.
Non molto è noto della carriera di Pollione, homo novus. La prima attestazione è, infatti, già come console designato, quando, all'inizio del 49, egli, su esortazione della fazione di Agrippina (di cui Pollione faceva chiaramente parte, essendo molto vicino a Lucio Vitellio), propose di pregare Claudio di promettere la figlia Claudia Ottavia in moglie al figlio di Agrippina, Lucio Domizio Enobarbo:
(Tacito, Annales, XII, 9 [trad. Bianca Ceva, BUR].)
Infine, Pollione è attestato al vertice dello stato romano: egli fu infatti console suffetto al fianco di Quinto Allio Massimo da maggio a forse giugno del 49. Dal momento che il ricco liberto Lucio Mammio Massimo, ricco Augustalis, fece erigere a proprie spese nel 49/50 un gruppo statuario di alcuni esponenti della famiglia giulio-claudia ad Herculaneum, è stato proposto che l'iniziativa fosse stata attivamente promossa da Pollione.
Dopo il suo consolato, Pollione scompare dalla storia.